# 太歲紀年
太歲紀年是古人根据虛擬的理想天體太岁在天空运行的紀年方法，由歲星紀年衍生而來。歲星自西向東運行的序次稱爲十二次，則太歲自東向西運行的序次取用十二辰。將十二辰配以十二地支，每一辰取一個年名，是爲歲陰。漢武帝推行太初改曆，讓歲陰（太歲）都不再響應歲星超次，就此奠定了歲陰紀年法的基礎。後來將十天干用於太歲紀年，爲每干取一個年名，即歲陽。歲陰、歲陽相配紀年，此後演變爲干支紀年，组成六十个年名，六十年周而复始。
《呂氏春秋》、《離騷》和《五星占》中出現涒灘、攝提格等，是在表示歲星所在的位置，用的是歲星紀年，而非太歲紀年。在漢武帝太初年前是以歲星所在定歲名，其後則多用太歲所在定歲名。
《史記·天官书》與《淮南子·天文訓》、《爾雅·释天》在「歲陽」有些許不同，茲列表於下：
| 天干       | 甲   | 乙   | 丙   | 丁   | 戊   | 己   | 庚   | 辛   | 壬   | 癸   |
| 爾雅歲名   | 閼逢 | 旃蒙 | 柔兆 | 強圉 | 著雍 | 屠維 | 上章 | 重光 | 玄黓 | 昭陽 |
| 淮南子歲名 | 閼蓬 | 旃蒙 | 柔兆 | 強圉 | 著雝 | 屠維 | 上章 | 重光 | 玄黓 | 昭陽 |
| 史記歲名   | 焉逢 | 端蒙 | 兆   | 彊梧 | 徒維 | 祝犂 | 商橫 | 昭陽 | 橫艾 | 尚章 |

| 地支       | 子   |        | 寅     | 卯   | 辰          | 巳             | 午   | 未   | 申         | 酉         | 戌   | 亥     |
| 爾雅歲名   | 困敦 | 赤奮若 | 攝提格 | 單閼 | 執徐        | 大荒落         | 敦牂 | 恊洽 | 涒灘       | 作噩       | 閹茂 | 大淵獻 |
| 淮南子歲名 | 困敦 | 赤奮若 | 攝提格 | 單閼 | 執徐 ／執除 | 大荒落         | 敦䍧 | 協洽 | 涒灘       | 作鄂       | 掩茂 | 大淵獻 |
| 史記歲名   | 困敦 | 赤奮若 | 攝提格 | 單閼 | 執徐        | 大芒落／大荒駱 | 敦牂 | 汁洽 | 涒灘／芮漢 | 作噩／作鄂 | 淹茂 | 大淵獻 |

太歲紀年中的歲陰、歲陽組成的年名後世較少使用，偶爾使用往往意在存古，如《資治通鑑》每卷卷首即用歲陰歲陽相配的年名標明本卷記事起訖之年，舉例：
- 《資治通鑑》卷153標題是“梁紀九 屠維作噩 一年”，對應的天干地支是己酉年。其年是梁武帝中大通元年（公元529年）。
- 文天祥有一首詩詩題為《嵗祝犂單閼，月赤奮若，日焉逢涒灘，遇異人指示以》，兼具干支計年、計月、計日的用法。
- 「玄黓」之「玄」字，宋代避諱作「元」，清代避諱缺筆劃代之。

## 大眾文化
- 遊戲軒轅劍外傳 漢之雲中飛羽部隊十傑的稱號以天干為名。
- 遊戲軒轅劍網路版2 飛天歷險中十二鏡王的命名以地支為名。

### 书籍
- 張衍田：《中國古代紀時考》